# Жерве, Николай Петрович
Николай Петрович Жерве (1871—?) — подполковник, военный писатель

.

## Биография
Сын контр-адмирала П. Л. Жерве родился в 1871 году.
Окончил 1-й кадетский корпус и Михайловское артиллерийское училище. Служил в Киевской крепостной артиллерии, в горном артиллерийском полку и 23-й артиллерийской бригаде.
Первая статья Н. П. Жерве появилась в ежемесячном журнале «Новый век», издававшемся полковником генерального штаба Н. Николаевым. В 1901 году Жерве был назначен помощником редактора исторического очерка, издававшегося Главным артиллерийским управлением к 100-летию военного министерства и в то же время исправлял должность помощника заведующего Артиллерийским историческим музеем, принимая участие во многих военно-исторических трудах. Им выполнена большая часть подготовительных архивных работ для сочинения Д. П. Струкова «Августейший Ген.-Фельдцейхмейстерр В. К. Михаил Николаевич» (СПб., 1906), а также «Описи знамёнам, штандартам, прапорам, прапорцам, значкам, трубам за отличие, грамотам, скобам и проч. войсковым регалиям, хранящимся в Артиллерийским историческим музее». В «Русском инвалиде», «Военном голосе», «Разведчике», «Витязе», «Военном мире» и других периодических изданиях он помещал свои военно-исторические и военно-литературные статьи и беллетристические очерки из военного быта.
В течение двух лет Жерве был секретарём редакции журнала «Север», где им было напечатано много заметок разнообразного содержания.
Во время русско-японской войны 1904—1905 гг. он вёл военный отдел в Петербургском листке, ежедневно помещая обзор военных действий («Военные листки») за подписью Пушкарь.
С 1907 года был помощником редактора журнала «Витязь». В том же году он был переведён офицером-воспитателем во 2-й кадетский корпус, где создал исторический музей и к 200-летию корпуса составил «Исторический очерк 2-го Кадетского корпуса 1712—1912 гг. », первый том которого, в роскошном издании вышел ко дню юбилея (16 января 1912 г.). Ему также принадлежат следующие работы:
- Граф Д. А. Милютин. — СПб.: Военный голос, 1906;
- Кадетские, юнкерские и офицерские годы С. Я. Надсона : По воспоминаниям его товарищей и письмам поэта. — СПб.: В. В. Аверкиев, 1907. — VI, [4], 120 с., 1 л. портр.
- К 75-летию народного гимна. — СПб., 1908;
- Имп. Александр II и освобождение крестьян. — СПб., 1911;[2];
- Юбилейная памятка 2-го кадетского корпуса. — СПб., 1912.

Кроме этого: Педагогический музей военно-учебных заведений напечатал несколько его «чтений» для войск и народа — «Гоголь, его жизнь и произведения» (1909); «Первый на Руси книгопечатник Иван Фёдоров» (1910); «Генерал Кондратенко» (1911); «Отечественная война (1812 г.)» (1912); книгоиздательство Сельский вестник выпустил составленный Н. П. Жерве сборник «Славные партизаны 1812 года» (1912).
Под редакцией Н. П. Жерве вышли некоторые издания В. А. Березовского, напр., 2-е испр. и дополн. изд. «Донские казаки» А. Н. Пивоварова и др.